# 王洪模
王洪模（1920年—2018年7月3日），男，汉族，山东淄博人，中华人民共和国政治人物，曾任吉林省司法厅副厅长，吉林省财政金融局副局长，吉林省高级人民法院副院长、院长。